# Komeil Ghasemi
Komeil Ghasemi (em persa: کمیل قاسمی; Sari, 27 de fevereiro de 1988) é um lutador de estilo-livre iraniano, campeão olímpico.

## Carreira
Em Londres 2012, Ghasemi conquistou a medalha de ouro na categoria até 72 kg após a desclassificação de dois lutadores. Competiu na Rio 2016, na qual conquistou a medalha de prata, na categoria até 125 kg.